# 三角頭 (漫畫家)
三角頭（日语：サンカクヘッド，1986年3月10日—），日本男性漫畫家。出身於山梨縣甲府市。AB型血。已婚。

## 來歷、人物
從小受到父親的影響開始學畫漫畫。投入漫畫創作之前當過上班族，直到約21歳的時候才全面投入。其後2008年在Mag Garden的旗下雜誌《月刊Comic BLADE》連載正式出道。私生活方面，2014年5月24日在自己的Twitter表示已經結婚。
- 喜歡的電視節目：《玩轉世界瘋很大》系列、《Game Center CX（日语：ゲームセンターCX）》[1]。
- 喜歡的歌手：柚子、Mr.Children、鶴（日语：鶴 (バンド)）[1]等。
- 喜歡的電影：《夏日的時光機器（日语：サマータイムマシン・ブルース）》、《快樂腳》、《蠟筆小新：搞怪遊樂園大冒險》[1]等。
- 三角頭在他的日記漫畫表示高中時期玩過冒險類遊戲《櫻花大戰3 ～巴里在燃燒嗎～》，尤其是在攻略本遊戲的女主角艾莉卡·方婷的時候則是卯足了全力[6]。
- 其筆名來自他的首部連載漫畫單行本的後記列出的自畫像，不過在個人的網站和另一部正在連載中的漫畫《干物妹！小埋》單行本的後記則是改成四角臉。
- 《干物妹！小埋》改編成同名電視動畫播出之後，曾在第4話客串幫「神秘蒙面漫畫家GAMER『SKH』」配音。

## 作品列表

### 連載作品
- （《月刊Comic BLADE》2008年3月號－2010年6月號，Mag Garden，單行本全4冊）
  -  特別編（於作者官網 （页面存档备份，存于）發表新作品）
- （富士見書房《。（DRAGON MAGAZINE（日语：ドラゴンマガジン (富士見書房)）附錄）》vol.1（2010年9月號）－vol.2（2010年11月號），未出單行本）
- （《Comic BIRZ（日语：コミックバーズ）》2010年9月號－2012年3月號，幻冬舎，單行本全2冊）
- 學園默示錄（《月刊Dragon Age》2010年10月號－2011年4月號，富士見書房，單行本全1冊）
- （《Comic RIN（日语：コミックリン）》2011年7月號－9月號／短期集中連載，茜新社，未出單行本）
- （《週刊少年Champion》2011年39號－51號，秋田書店，未出單行本）
- 廚二，你來亂的嗎!?（日语：厨二くんを誰か止めて!）（《月刊Dragon Age》2011年5月號－2012年12月號，富士見書房，單行本全2冊）長鴻出版社
- 便·當△（《Super Dash&Go！》2011年12月號－2013年6月號，集英社，未出單行本）
- 干物妹！小埋（《週刊YOUNG JUMP》2013年15號－2017年50號，集英社，單行本全12冊）青文出版社 博集天卷

※連載之前在《Miracle Jump》2012年10、11以短篇形式發表，標題叫「！」（連載化後將驚嘆號放在「妹」與兩字之間）。
- 女仆·IN·非社交系少女（メイド·イン·ひっこみゅ～ず）（《週刊Young Jump》2018年50號－2020年49號（第1部完结），集英社，單行本全7冊／第1部）
- 平成少年团（《週刊Young Jump》2021年49號－2023年15號，集英社，單行本全2冊）

### 主要短篇作品
- （《月刊Comic BLADE》2007年4月號）※出道作。
- （《月刊Comic BLADE》2007年7月號）
- 童話槍手小紅帽 同人選集2（選集作品，2007年）
- 零之使魔 同人選集火魔法之章（選集作品，2007年）
- 戰鬥司書與三角的漫畫家（《Super Dash漫畫Program》，集英社，2011年）

### 插圖
- 劇場版 魔法少女☆小圓 LOVE！&ver.（插圖&專訪，2014年5月26日，寶島社）
- 終物語（第9話片尾插圖）

## 外部連結
- SankakuRoom （页面存档备份，存于） （日語）－三角頭在FC2 Blog的官方個人網站。
- 三角頭的X（前Twitter） （日語）